# زیردریایی آی-۱۹

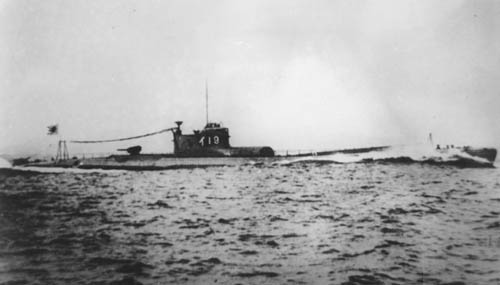
آی-۱۹ در ۱۹۴۳

زیردریایی آی-۱۹ (به انگلیسی: Japanese submarine I-19) یک زیردریایی بود که طول آن ۳۵۶٫۵ فوت (۱۰۸٫۷ متر) بود. این زیردریایی در سال ۱۹۳۹ ساخته شد.
تنها پانزده روز پس از حمله ژاپن به پرل هاربر و در تاریخ 22 دسامبر 1941 ؛ این زیردریایی با شلیک اژدر به یک نفتکش آمریکایی در سواحل کالیفرنیا حمله کرد اما هیچ یک از اژدرها به هدف اصابت نکرد. در تاریخ 4 مارس 1942 در قالب عملیات کی؛ هواپیمای آب نشین یوکوسوکای ئی 14 ایگرگ از این زیردریایی برخاست و به جزیره اُآهو در هاوایی حمله کرد اما به دلیل محدودیت در دید تنها یک دبیرستان پسرانه را هدف قرار داد. این حمله هیچ تلفاتی به همراه نداشت. 
مهمترین عملیات زیردریایی آ-19 غرق ناو هواپیمابر واسپ و ناوشکن اوبرین در تاریخ 15 سپتامبر 1942 بود. 
این زیردریایی در تاریخ 25 نوامبر 1943 توسط ناوشکن راردفورد آمریکا در غرب جزیره ماکین شناسائی و با تاکتیک شارژ عمیق؛ غرق شد.